# 다이하이드로코데인
디히드로코데인 또는 다이하이드로코데인(영어: dihydrocodeine)은 단독 또는 파라세타몰(아세트아미노펜) (코디드라몰에서와 같이) 또는 아스피린과 혼합하여 통증 또는 중증 호흡곤란 또는 진해제로 처방되는 반합성 아편유사 진통제이다. 다이하이드로코데인은 1908년에 독일에서 개발되어 1911년에 최초로 시판되었다.

## 같이 보기
- 코데인